# NK Rudar Mursko Središće
Nogometni klub Rudar Mursko Središće hrvatski je nogometni klub iz Murskog Središća.
U sezoni 2024./25. se natječe u 3. NL – Sjever.

## Povijest
U sezoni 2018./19. natjecali su se u MŽNL Čakovec – Varaždin gdje su završili na 6. mjestu. 
Od sezone 2019./20. se natječu u 3. HNL – Sjever.

## Vanjske poveznice
- Profil, HNS Semafor